# Jean-Joseph Fiocco
Jean-Joseph Fiocco est un musicien, organiste et compositeur bruxellois, né et mort à Bruxelles (15 décembre 1686 - 30 mars 1746).

## Biographie
Le père de Fiocco, Pietro Antonio Fiocco, lui-même musicien, quitta Venise pour s'installer à Bruxelles en 1682. Jean-Joseph Fiocco reçut sa première éducation musicale de son père, auquel il succéda en 1714 comme maître de chapelle de l’église Notre-Dame du Sablon et de la Chapelle royale.
Il démissionna de son poste du Sablon en 1731, le laissant à un parent de sa seconde épouse, et de ses fonctions à la cour en 1744.
Son recueil Sacri concentus, « de conception semblable aux Sacri concerti de son père, comporte une écriture instrumentale plus élaborée » ; de fait, Jean-Joseph Fiocco s’imprégna au fil du temps des diverses influences musicales (autrichienne, française et italienne) présentes à Bruxelles.
Ses oratorios, « écrits pour l'archiduchesse Marie-Élisabeth d'Autriche et joués à Bruxelles entre 1726 et 1739, sont écrits dans le style italien ».
L’œuvre qu’il laisse ne comporte aucune pièce pour orgue.

## Œuvres
- Sacri concentus, op. 1 (Amsterdam, s.d.), pour 4 voix et 3 instruments
- Missa solemnis (1732), pour 2 voix et basse continue
- Motets
  - O Jesu mi sponse
  - Ad torrentem
  - Levavi oculos
  - Fuge Demon
- Oratorios (tous perdus)
  - La tempesta di dolori (1728)
  - La morte vinta sul Calvario (1730)
  - Giesù flagellato (1734)
  - Il transito di San Giuseppe (1737)
  - Le profezie evangeliche di Isaia (1738)